# Håkan Juholt
Håkan Juholt (Oskarshamn, Suecia; 16 de septiembre de 1962) fue presidente del Partido Socialdemócrata Sueco entre 2011 y 2012. Fue diputado del parlamento sueco desde 1994, representando la provincia de Kalmar.

## Biografía
Su ciudad de procedencia es Oskarshamn, donde su padre trabajaba de impresor y fue miembro del Consejo de la Municipalidad. Su abuelo materno fue el artista Arvid Källström. Después de su formación secundaria (gymnasium), trabajó como fotógrafo y periodista para el periódico Östra Småland och Nyheterna (Östran), donde todavía formalmente está empleado, pero licenciado desde 1994, cuando fue elegido diputado al Parlamento. En el comienzo de la década de 1980, hizo reportajes sobre el movimiento Solidaridad de Polonia. Este periódico local de Kalmar tiene una circulación de 13.500 ejemplares y es de propiedad del Partido Socialdemócrata.

## Carrera política
Entre 1984 y 1990 fue miembro del consejo ejecutivo de la Organización de la juventud social demócrata de Suecia (SSU). En 1994 fue elegido al parlamento sueco. En 2004 fue nombrado secretario asistente del Partido Socialdemócrata. En la primavera de 2009 fue temporalmente secretario del partido, tras la renuncia de Marita Ulvskog y antes del acceso de Ibrahim Baylan.
Es el líder local de los socialdemócratas de la provincia de Kalmar, y presidente del consejo del puerto de Oskarshamn, de la fundación de paz de Johan Lindgren, de la fundación Tage Erlander y del consejo propietario del periódico Östra Småland.
Es el portavoz del partido de política de defensa. Desde 1995 fue miembro del comité compuesto por miembros del gabinete y el parlamento sobre asuntos de Defensa (försvarsberedningen), y su presidente entre 2000 y 2007.
Desde 1996 es miembro del comité parlamentario de asuntos de Defensa y su presidente desde 2010. Fue un delegado a la reunión cumbre parlamentaria de la OTAN en 1995, y la Organización para la Seguridad y la Cooperación en Europa en 1996.
La tasa de confianza al liderazgo político de Juholt es baja en la población sueca, solo un cuarto confía en él, según un sondeo realizado por el periódico Aftonbladet.

## Presidente del partido
Tras las elecciones parlamentarias de 2010, cuando el Partido Socialdemócrta perdió muchos escaños, Juholt criticó la campaña electoral del partido. La describió como una olla donde se tostan palomitas corriendo por todas partes. Cuando Jytte Guteland, la presidenta de la organización de la juventud social demócrata exhortó la renuncia de toda la dirección del partido, Juholt fue el primero en apoyarla.
El 10 de marzo de 2011 Juholt fue propuesto como sucesor de Mona Sahlin por el comité electoral liderado por Berit Andnor como presidente del partido, junto a Carin Jämtin como secretaria del partido.
La nueva dirección se eligió durante el congreso extraordinario el 25 de marzo de 2011. Según algunos, su pensamiento político es inclinado algo a la izquierda dentro del partido.
El 21 de enero de 2012 renunció a su puesto de presidente del partido.

## "El caso Juholt"
Según un artículo del periódico Aftonbladet, del 7 de octubre de 2011, Håkan Juholt desde 2007 y durante su período de presidente del partido socialdemócrata ha pedido 160 266 coronas suecas demasiado de beneficio residencial para el apartamiento ce comparte con su novia para quedarse temporalmente en Estocolmo durante las semanas laborales. Esta revelación llevó a una averiguación que concluyó que había faltas en las reglas para los miembros del parlamento para solicitar beneficios. Sin embargo tras el caso Juholt el apoyo para los socialdemócratas ha caído aún más en los sondeos de opinión.